# Tvorba (časopis, 1925–1938)
Tvorba byl levicový časopis pro literaturu a kritiku, vycházející v letech 1925–1938. Pod stejným názvem byl později vydáván kulturní týdeník komunistické strany Tvorba (časopis, 1945–1962) a normalizační týdeník Tvorba (časopis, 1969–1991).

## Vznik a zaměření časopisu
Časopis Tvorba založili F. X. Šalda a Otokar Fischer, který pro něj vymyslel název. První číslo vyšlo 15. října 1925. Časopis nevycházel pravidelně – v prvním ročníku (1925–1926) vyšlo devět čísel a dvě dvojčísla, ve druhém (1927–1928) šest čísel a dvě dvojčísla. Tvorba vycházela v letech 1925–1928 s podtituly Čtrnáctideník pro kritiku a umění a List pro literární, politickou a uměleckou kritiku. První ročník vydával Rudolf Škeřík v nakladatelství Symposion, druhý ročník Rudolf Rejman (1889–1970).
Tvorba vznikla jako kritický časopis, věnující se otázkám národní kultury a identity a soudobými kulturními a architektonickými výboji. Lidové noviny zaregistrovaly vydání prvního čísla a poznamenaly „...bude to orgán F. X. Šaldy a jeho pretoriánů...“.

## Přeměna na komunistický kulturní časopis
Dne 27. června 1928 vydal Zemský úřad v Praze rozhodnutí, kterým se na dobu jednoho měsíce zastavovalo vydávání komunistických periodik Rudé právo a Rudý večerník. Šalda, tehdy již nemocný, počal od září 1928 vydávat Šaldův zápisník a značku Tvorba dal k dispozici levicovým umělcům a redaktorům. Od ročníku 1928/1929 (první číslo vyšlo 4. listopadu 1928) se vedení ujal Julius Fučík a Šalda již v Tvorbě nepůsobil. Po 5. sjezdu KSČ v únoru 1928 opustila komunistickou stranu řada členů, mezi nimi Josef Hora, který spolupodepsal tzv. Manifest sedmi spisovatelů. Majitelem značky Tvorba se stal po Horovi Julius Fučík, který změnil časopis v komunistický týdeník. Od roku 1929 byl již Fučík uváděn jako Vydavatel, majitel a odpovědný vedoucí. V březnu 1928 otiskla Tvorba stanovisko jedenácti spisovatelů, kteří odsoudili Manifest sedmi. 
V kulturních diskusích vycházela Tvorba z marxismu, v mezinárodních otázkách zastávala politiku Komunistické internacionály.
Peroutkova Přítomnost charakterizovala v roce 1930 Tvorbu pod Fučíkovým vedením jednoznačným odsouzením: „Pokud je možno, aby nesmyslná myšlenka byla propagována ustavičným vtloukáním do hlav čtenářů, ustavičným opakováním a přemíláním, je Tvorba bez ironie propagačním časopisem prvního řádu.“ Ferdinand Peroutka polemizoval s Tvorbou i v Lidových novinách 9. května 1937 nebo 20. prosince 1936.

## Zánik časopisu
Krátce po Mnichovské dohodě, 20. října 1938, byla výnosem Ministerstva vnitra zastavena činnost Komunistické strany Československa. Stejného dne zastavilo pražské policejní ředitelství vydávání v Praze vycházejících komunistických časopisů, mezi nimi i Tvorby. Poslední číslo vyšlo 21. října 1938. Časopis se stejným názvem byl obnoven v roce 1945.

## Osobnosti časopisu

### První a druhý ročník
Kromě Šaldy a Fischera byli redaktory prvního ročníku (10/1925–07/1926) František Götz, Jindřich Honzl a Karel Teige. Ve druhém ročníku (01/1927–05/1928) odešel Otokar Fischer a do redakční rady vstoupili Bohumil Mathesius, Josef Hora a Julius Fučík, z nichž Fučík představoval nastupující mladou generaci (Šaldovi bylo 60 let, Fučíkovi 24).
Do časopisu přispívali kromě členů redakční rady např. Bedřich Václavek, Pavel Eisner, Jiří Frejka, Karel Teige, básně zde ojediněle tiskli František Halas, Konstantin Biebl, Josef Hora, Jaroslav Seifert a další.  

### Od roku 1928
V období komunistické orientace se v redakční radě se střídali levicoví intelektuálové jako František Němec, Ladislav Novomeský, Záviš Kalandra, Milena Krejcarová (Jesenská), Kurt Konrad, Ladislav Štoll, Jan Rybák.
Přispívali dále např. Marie Majerová, Helena Malířová, Jaroslav Seifert, Karel Teige, Emanuel Vajtauer, Eduard Urx, v překladech vycházely ukázky z děl Theodora Dreisera, Michaila Prišvina, Uptona Sinclaira atd.